# Afraegle
Afraegle es un género con cuatro especies de plantas  perteneciente a la familia Rutaceae.

## Especies
- Afraegle asso
- Afraegle gabonensis
- Afraegle mildbraedii
- Afraegle paniculata